# Bengt Janus Nielsen
Bengt Janus Nielsen (Bengt Janus), född 1921, död 1988, var en dansk författare och illustratör, som använde flera olika pseudonymer och skrev både ungdomsböcker, detektivromaner och filmmanus. Mest känd är han kanske för Kim-böckerna, en serie pojkböcker som han gav ut under namnet Jens K. Holm. Under namnet Britta Munk skrev han mysterieböcker riktade till flickor om Tina (i orig. Hanne).